# (40459) Rektorys
(40459) Rektorys est un astéroïde de la ceinture principale.

## Description
(40459) Rektorys est un astéroïde de la ceinture principale. Il fut découvert le 14 septembre 1999 à l'Observatoire d'Ondřejov par Petr Pravec et Peter Kušnirák. Il présente une orbite caractérisée par un demi-grand axe de 2,77 UA, une excentricité de 0,12 et une inclinaison de 8,3° par rapport à l'écliptique.

## Compléments